# Charles Cambier
Pour les articles homonymes, voir Cambier.
Charles Cambier, né le 5 janvier 1884 à Bruges en Belgique et mort le 16 octobre 1955, est un footballeur international belge.

## Biographie
Charles Cambier a été considéré comme le meilleur joueur belge avant la Première Guerre mondiale. Il a toujours été fidèle au FC Bruges avec qui il a été deux fois vice-champion de Belgique en 1906 et 1910. Il a également terminé cinq fois troisième. Avec Hector Goetinck et Robert De Veen, il constituait l'ossature de l'équipe brugeoise.
Cambier est pendant plus d'un siècle le plus vieux joueur de champ du championnat de Belgique en ayant disputé un match à 41 ans et 7 jours pour le Club de Bruges. Timmy Simons bat son record le 25 février 2018, toujours sous la vareuse du FC Bruges, en jouant à 41 ans, 2 mois et 14 jours.
Il a joué 23 matchs et marqué 3 buts avec l'équipe de Belgique. Il participe à la première rencontre officielle le 1er mai 1904, à Bruxelles contre la France (3-3). Du 22 avril 1906 au 10 avril 1910, il n'a manqué aucun match de son pays. Puis le 7 mai 1910, il est gravement blessé lors d’un tournoi de club à Bruxelles et est absent des terrains pendant deux ans. Le 20 février 1912, grâce à sa persévérance, il retrouve l'équipe nationale.
Il a joué un match international, le 9 mai 1907, avec son frère Arthur qui évoluait au poste d'arrière dans l'équipe belge.

## Palmarès
- International belge A de 1904 à 1914 (23 sélections et 3 buts marqués)
- Vice-Champion de Belgique en 1906 et 1910 avec le FC Bruges
- Finaliste de la coupe de Belgique en 1914 avec le FC Bruges